# Triglachromis otostigma
Espèce
Statut de conservation UICN

 LC  : Préoccupation mineure
Triglachromis otostigma est une espèce appartenant à la famille des Cichlidés. Elle est endémique du lac Tanganyika en Afrique.